# La profecía de las ranas
La profecía de las ranas (La prophétie des grenouilles) es una película francesa dirigida por Jacques-Rémy Girerd en 2001.

## Sinopsis
Las ranas han profetizado la llegada de un nuevo diluvio universal que, como en tiempos de Noé se desarrollará durante 40 días y 40 noches. Para evitar el desastre, dos adultos y dos niños improvisan una especie de arca en un granero, donde acogen a todos los animales de su granja y de un zoo cercano. Sin embargo, un detalle se les escapa, pues para alimentarse solo cuentan con 28 toneladas de patatas. Los animales herbívoros se conforman y los cerditos llenan sus panzas felices, pero los animales carnívoros, sobre todo uno muy cruel, intentarán constantemente hincar el diente a alguno de sus compañeros, problema contra el cual los niños tendrán que enfrentarse para evitar la extinción de las especies.